# Высокогорский
Высокого́рский — посёлок в Енисейском районе Красноярского края. Административный центр и единственный населённый пункт Высокогорского сельсовета.

## История
В 1976 году указом Президиума Верховного Совета РСФСР посёлок Рудиковского лесоучастка переименован в Высокогорский. В 2020 году в посёлке началось строительство моста через Енисей, оконченное в 2023 году.

## Население
| 2010 | 2012  | 2013 | 2014 | 2015 | 2016 | 2017 |
| ---- | ----- | ---- | ---- | ---- | ---- | ---- |
| 1086 | ↘1036 | ↘984 | ↘983 | ↗988 | ↘966 | ↘948 |

## Улицы
| - ул. Андропова, - ул. Гагарина, - ул. Комсомольская, - ул. Космонавтов, - ул. Ленина, - ул. Лесная, | - пер. Лесной, - ул. Мира, - ул. Молодёжная, - ул. Московская, - ул. Набережная, - ул. Новая, | - ул. Озёрная, - ул. Пионерская, - ул. Советская, - ул. Сосновая, - ул. Строительная, - ул. Энтузиастов. |